# Tournai-sur-Dive
Tournai-sur-Dive település Franciaországban, Orne megyében. Lakosainak száma 295 fő (2022. január 1.). Tournai-sur-Dive Coulonces, Neauphe-sur-Dive, Saint-Lambert-sur-Dive, Trun, Villedieu-lès-Bailleul és Gouffern en Auge községekkel határos.

## Népesség
A település népessége az elmúlt években az alábbi módon változott:
| Lakosok száma | 314  | 309  | 307  | 307  | 305  | 302  | 300  | 297  | 295  |
|               | 2013 | 2015 | 2016 | 2017 | 2018 | 2019 | 2020 | 2021 | 2022 |